# Kameno
Kameno (in bulgaro Камено?) è un comune bulgaro situato nel distretto di Burgas di 12 896 abitanti (dati 2009).

## Località
Il comune è formato dall'insieme delle seguenti località:
- Černi Vrăh
- Kameno (sede comunale)
- Konstantinovo
- Krăstina
- Livada
- Polski Izvor
- Rusokastro
- Svoboda
- Trăstikovo
- Trojanovo
- Vinarsko
- Vratica
- Željazovo